# Sergio Aguirre (escritor argentino)
Sergio Aguirre (n. Córdoba; 1961) es un psicologo y escritor argentino de novelas juveniles de misterio.

## Carrera
En 1995, ganó el primer Premio del concurso “Memoria por los Derechos Humanos" 
Por su primera novela, La venganza de la vaca, recibió el Accésit del Premio Latinoamericano de Literatura Infantil y Juvenil Norma-Fundalectura en el año 1998. Cuenta que el concurso del Grupo Editorial Norma lo llevó a la escritura de su primera novela dedicada a un público juvenil.
Como psicólogo, estuvo a cargo de la coordinación del Taller Literario del Hospital Neuropsiquiátrico de Córdoba desde 1988 hasta 2003.
Una de sus obras más reconocidas, Los vecinos mueren en las novelas, fue adaptada para teatro.
En los planes de estudio de colegios de varios países latinoamericanos  figuran sus libros como parte del material de lectura obligatoria.
Desde entonces ha publicado El misterio de Crantock, El hormiguero y La Señora Pinkerton ha desaparecido.

## Obras
- 1999 La venganza de la vaca.[2]
- 2000 Los vecinos mueren en las novelas.[3]
- 2004 El misterio de Crantock.[4]
- 2009 El hormiguero.[5]
- 2013 La señora Pinkerton ha desaparecido.[6]
- 2021 La más callada de la clase.
- 2025 Una casa para recordar (escrita junto a Luciano Lamberti)

## Personajes
- Omar Montes: el personaje principal
- Poli Casio La tía de omar.[3]
- Roberto Montes Casio El perro.[4]
- Pepe El mejor amigo de la Carla junto a Messi .[5]
- Messi Policía de la comisaría woodrich .[6]

## Premios y distinciones
- 1996 Primer Premio del concurso "Memoria por los Derechos Humanos (organizado por la Cámara de Diputados de la Provincia de Córdoba) por el cuento Los Perros.[7]
- 1997 Primer Premio en el Certamen Literario Nacional "60 Aniversario del Fallecimiento de Horacio Quiroga"  por el cuento Corregir en una noche. Sociedad Mutual de Empleados Públicos[8]
- 1998 Accésit- “Premio Latinoamericano de Literatura Infantil y Juvenil Norma-Fundalectura 1998”- Obra: “La venganza de la vaca” Grupo Editorial Norma- Fundación para el Fomento de la lectura Fundalectura de Colombia.[8]

Coordinador Taller Literario- Hospital Neuropsiquiátrico Provincial- Dirección General de Salud Mental- Córdoba- (1988-1990) (1992-2007)
- “Los destacados de Alija 1999” - Obra: “La venganza de la vaca” Categoría: texto. ALIJA . Asociación de Literatura Infantil y Juvenil Argentina
- “La venganza de la vaca”  White Raven 2000 - Biblioteca Internacional de la Juventud- Munich- Alemania - 2000
- “Los vecinos mueren en las novelas”- Grupo Editorial Norma - Buenos Aires- 2000.-
- “Premio Fundación El libro” - Mención- Obra: “Los vecinos mueren en las novelas”- Feria del libro de Buenos Aires - Buenos Aires. 2001
- “Los vecinos mueren en las novelas” Premiación Los mejores- Banco del libro - Venezuela 2003.
- “El misterio de Crantock” – Premiación Los mejores- Banco del libro – Venezuela 2004.
“Los destacados de Alija 2005” - Obra: “El misterio de Crantock” Categoría: texto. ALIJA . Asociación de Literatura Infantil y Juvenil Argentina.
- “ El hormiguero . Grupo Editorial Norma . Aires 2008
- “ El hormiguero . Inclusión en el catálogo White Raven 2009
- “ El hormiguero Premiación Los mejores . Banco del libro de Venezuela 2009
- “ La señora Pinkerton ha desaparecido “Grupo Editorial Norma 2012